# Parawirtualizacja
Parawirtualizacja – technika wirtualizacji, w której wirtualizowany system operacyjny (Gość – ang. Guest, Partycja – ang. Partition lub Domena - ang. Domain) współpracuje ze środowiskiem operacyjnym komputera w zakresie obsługi tych elementów sprzętowych, których obsługa kolidowałaby z działalnością innych środowisk wirtualizowanych. 
Współpraca taka realizowana jest za pośrednictwem dodatkowej warstwy abstrakcji i obsługi sprzętu zwanej hiperwizorem. Hypervisor występuje zazwyczaj jako część oprogramowania firmware'u komputera na którym realizowana jest wirtualizacja (np. SUN LDOMs; IBM LPAR) ale może występować także jako część oprogramowania uruchamiana przed właściwym systemem operacyjnym (np. Xen, Hyper-v i inne). 
Działalność hypervisora może być wspomagana sprzętowo w architekturach procesorów które wspierają taki rodzaj wirtualizacji, np. IBM Power czy SUN UltraSPARC T1. 
W celu osiągnięcia większej elastyczności działania środowisk wirtualnych w technice parawirtualizacji hypervisor implementuje zazwyczaj możliwość obsługi wirtualnych urządzeń blokowych czy sieciowych których obsługa realizowana jest przez wydzieloną w tym celu partycję systemową - np. LPAR: VIOS, Xen: Dom0, LDOM: I/O Domain.